# Новосибирск (телерадиокомпания)
Государственная телевизионная и радиовещательная компания «Новосибирск» (ГТРК «Новосибирск») — филиал ВГТРК в Новосибирской области.

## История
Создан в 1932 году как Западносибирский краевой комитет по делам радиовещания, в 1933 году выделенный из НКПТ и реорганизованный в Комитет радиоинформации и радиовещания при Западносибирском областном исполнительном комитете советов депутатов трудящихся (Западносибирский радиокомитет).
В 1934 году из него был выделен Омский, в 1943 году — Кемеровский, в 1944 году — Томский радиокомитеты. В 1957 году началось телевидение в Новосибирске.
В первых эфирах показывали документальные и художественные фильмы, а первая студийная передача вышла в сентябре того же года. В 1966 году ежедневно стала выходить информационная программа «Новости дня».
В 1976 году телевидение Новосибирска как и остальные телеканалы стало вещать в цветном формате. Тенденция подобного построения передач была вполне реализована в 1990-е годы на совершенно новом техническом уровне. Как раз тогда Комитет по теле- и радиовещанию был переименован в ГТРК «Новосибирск». А в 2004 году компания стала филиалом ВГТРК.
1 января 1982 года и до 15 ноября 1995 года Новосибирская студия телевидения осуществляла эфир на 4-м метровом канале, где также транслировался эфир Второй программы ЦТ во время работы местного ТВ на основной её частоте. Но в 1992 году на этой частоте начинает вещать телеканал НТН-4, и время эфира Новосибирской Студии Телевидения сокращается. В дальнейшем, в 2000 году отдельный телеканал ГТРК «Новосибирск» вещал на 3-м метровом канале, основным владельцем которого был телеканал Культура, а 30 сентября 2002 года на этой частоте начинает вещать телеканал НТК, учреждённый ГТРК Новосибирск и ООО «ТВ Развитие» и закрытый 30 ноября 2020 года.

## Актуальные телепрограммы
- «Утро России. Новосибирск» — «Россия-1. Новосибирск» (будни: 05:07, 05:35, 06:07, 06:35, 07:07, 07:35, 08:07 и 08:35)
- «Вести Новосибирск» — «Россия-1. Новосибирск» (будни: 9:30, 14:30 и 21:10, суббота: 8:00) и «Россия-24» (понедельник: 9:00, 12:00, 19:00 и 21:30, вторник-пятница: 9:00, 12:00, 21:30)
- «Вести Сибирь» — телеканал «Россия-1. Новосибирск» (воскресенье, 8:00)
- «Местное время. Воскресенье» — «Россия-1. Новосибирск» (воскресенье, 14:30) и «Россия-24. НТК» (воскресенье, 17:00)
- «Вести Комментарии. Новосибирск» — телеканал «Россия-24. НТК»
- «Редакционная политика» — телеканал «Россия-1. Новосибирск» (понедельник 09:30)
- «Дела семейные» — телеканал «Россия-1. Новосибирск» (четверг 09:30)
- «Полезная передача» — телеканал «Россия-1. Новосибирск» (вторник и пятница 09:30)
- «Магистраль» — телеканал «Россия-24. НТК» (последнее воскресенье месяца)
- «Сибирские сказки»
- «Спортивная среда» — телеканал «Россия-24. НТК» (среда 09:00, 12:00 и 21:30)
- «Позиция» — телеканал «Россия-24. НТК» (воскресенье 17:00)

## Архивные телепрограммы

### Во времена СССР
В советские годы существовала (до 1989 года) редакция агропрома (руководитель В. К. Марсаков), выпускавшая телепроекты «Человек на земле», «Новь Московского тракта», «Агропром: проблемы, поиски, решения».

### Постсоветское время
- «Из Сибири — к Победе»
- «Открытая школа здоровья»
- «Победа2020»
- «Снежные призраки»
- «Эко»
- «Я — Новосибирск»
- «Я здесь живу»

## Радиопрограммы
- «Вести Новосибирск» — «Радио России-Новосибирск» (по будням: 7:10-7:15, 11:10-11:15, 12:45-13:00, 17:45-18:00, 19:10-19:15
- «Радио Маяк-Новосибирск» 93.8 FM (Будни: 7:50-8:00, 8:50-9:00, 9:50-9:53, 10:50-10:53, 16:50-17:00, 17:50-18:00, 18:50-19:00, 19:50-20:00)
- «Вести-FM. Новосибирск» 104.6 FM (по будням: 6:45-7:00, 7:45-8:00, 8:06-8:10, 16:45-17:00, 17:45-18:00)
- «Утро на 93.8-Новосибирск» — «Радио Маяк-Новосибирск» 93.8 FM
- Интерактивный канал «В курсе дня» (по будням: 7:15-8:00, 11:15-12:00)
- «Есть мнение» (по будням: 8:10-9:00)
- «Комментарий на Маяке в Новосибирске» (будни: 7:50-8:00, 16:50-17:00, 19:50-20:00)
- «Школа отношений» (по будням: 10:53-11:00
- «Вежливые люди» (понедельник, среда, 9:53-10:00, 17:53-18:00)
- «Книжная полка» (вторник, пятница, 9:53-10:00, 17:53-18:00)
- «Афиша» (четверг, 9:53-10:00, 17:53-18:00
- «Вести комментарий» (будни: 6:45-7:00, 7:45-8:00, 16:45-17:00, 17:45-18:00)

## Теле- и радиоканалы ГТРК «Новосибирск»
- Телеканал «Россия-1» Онлайн Архивная копия от 27 мая 2012 на Wayback Machine

- Телеканал «Россия-24» Онлайн Архивная копия от 24 июля 2013 на Wayback Machine

- Телеканал «Сибирь-24» Архивная копия от 28 января 2022 на Wayback Machine

- Радиостанция «Радио России-Новосибирск» Онлайн Архивная копия от 25 сентября 2017 на Wayback Machine,

- Радиостанция «Радио Маяк-Новосибирск» Онлайн Архивная копия от 18 сентября 2017 на Wayback Machine.

- Радиостанция «Вести-FM. Новосибирск» Онлайн Архивная копия от 3 октября 2017 на Wayback Machine.